# عبد الحميد بوشناق
عبد الحميد بوشناق (مواليد سنة 1984) مخرج أفلام تونسي. عُرف بإخراجه لفيلم الرعب دشرة سنة 2018. 

## الحياة الشخصية
ولد في عام 1984 في تونس العاصمة. والده لطفي بوشناق مغني تونسي شهير وعازف عود. درس عبد الحميد في المدرسة العليا لعلوم وتكنولوجيات التصميم في قمرت. ثم التحق بجامعة مونتريال وتخرج منها بدرجة البكالوريوس في دراسات الأفلام.

## مسيرته
بعد التخرج، أصبح مديرًا في شركة شكون للإنتاج. ومع ذلك، عمل في البداية كمصور سينمائي في سلسلة الويب «طحانا» والمسلسل التلفزيوني «هاذوكم». كما أخرج عددا من الأفلام القصيرة.
في عام 2018، أخرج عبد الحميد فيلمه الطويل الأول بعنوان دشرة. تلقى الفيلم إشادة من النقاد وتم اختياره لاحقًا في أسبوع النقاد الدولي في مهرجان البندقية السينمائي. بعد نجاح الفيلم، أخرج الموسم الأول من المسلسل التلفزيوني نوبة الذي عُرض على قناة نسمة خلال شهر رمضان 2019. ثم أخرج الموسم الثاني من نفس المسلسل بعنوان نوبة 2: عشّاق الدنيا، والذي تم بثه عام 2020.

## أعماله
| السنة | الفيلم        | الوظيفة                                     | النوع           | المرجع |
| ----- | ------------- | ------------------------------------------- | --------------- | ------ |
| 2010  | تحالف         | الإخراج والكتابة                            | فيلم قصير       |        |
| 2016  | هاذوكم        | الإخراج والكتابة والتصوير                   | مسلسل تلفزيونى  |        |
| 2017  | قديما كركوان  | الإخراج والتصوير السينمائي                  | فيلم وثائقي     |        |
| 2018  | دشرة          | الإخراج والكتابة والتحرير                   | فيلم            |        |
| 2018  | كعبة حلوى     | الإخراج والكتابة والإنتاج والتحرير          | فيلم قصير       |        |
| 2019  | نوبة          | الإخراج والكتابة والإنتاج                   | مسلسل تلفزيونى  |        |
| 2020  | نوبة 2        | الإخراج والكتابة والإنتاج                   | مسلسل تليفزيوني |        |
| 2021  | كان يا ماكانش | الإخراج والكتابة والتحرير والتأليف والإنتاج | مسلسل تليفزيوني |        |
| 2021  | فرططو الذهب   | الإخراج والكتابة                            | فيلم            |        |
| 2023  | الإبرة        | الإخراج                                     | فيلم            |        |

## روابط خارجية
- عبد الحميد بوشناق على موقع IMDb (الإنجليزية)
- عبد الحميد بوشناق على موقع قاعدة بيانات الأفلام العربية
- عبد الحميد بوشناق على موقع ألو سيني (الفرنسية)
- عبد الحميد بوشناق على موقع قاعدة بيانات الفيلم (الإنجليزية)